# Ctenoplana korotneffi
Ctenoplana korotneffi är en kammanetart som beskrevs av Willey 1896. Ctenoplana korotneffi ingår i släktet Ctenoplana och familjen Ctenoplanidae. Inga underarter finns listade i Catalogue of Life.